# Thelypodiopsis aurea
Thelypodiopsis aurea là một loài thực vật có hoa trong họ Cải. Loài này được (Eastw.) Rydb. miêu tả khoa học đầu tiên năm 1907.